# Adzopé
Adzopé – miasto w południowo-wschodniej części Wybrzeża Kości Słoniowej; w regionie La Mé; według danych szacunkowych na rok 2010 liczy 59 107 mieszkańców.